# Myriam Bonnin
 (mars 2015).
Myriam Bonnin est une accordéoniste française.

## Biographie
Élève de Robert Michon, elle complète sa formation avec André Astier, Marcel Azzola, Joss Baselli et Joë Rossi. À 16 ans, elle remporte le Prix du Président de la République au concours organisé par l'Union Nationale des Accordéonistes de France.
Puis elle a joué en France et à l'étranger en tant que soliste et en duo avec le pianiste Michel Benhaiem. En outre, elle a travaillé dès 1978 avec des ensembles de musique contemporaine tels que le London Symphony 21, L'Ensemble Intercontemporain de Paris, le Court-Circuit, l'Ensemble Fréon de Rome, l'ensemble Edgar Varese et l'Ensemble Fa. Elle est l'interprète d'œuvres contemporaines pour accordéon notamment de Claude Ballif, Luciano Berio, Sofia Gubaidulina, Toru Takemitsu, Hans Zender, Matthias Pintscher, Denis Levaillant, Joyce Bee Tuan Koh et Yan Maresz (« Paris qui dort »).
Elle a donné des concerts en solo avec l'Orchestre Philharmonique de Radio-France, l’Orchestre symphonique du Cabrillo Music Festival (USA), l'Orchestre de Paris et l'Orchestre de l'Opéra de Lyon, et sous la direction de chefs tels que Claudio Abbado, Lorin Maazel, Dennis Russell Davies, David Robertson, Christoph Eschenbach, Kent Nagano, Susanna Mälkki, Pierre-André Valade et Jean Deroyer.
Myriam Bonnin est professeur au Conservatoire à rayonnement départemental de la Vallée de Chevreuse à Orsay. Elle est l'auteur d'ouvrages pédagogiques comme « l'Accordéon des Petites Mains ». Elle fait partie des figures ayant œuvré auprès du Ministère de la Culture, aux côtés de Marcel Azzola, afin que l'accordéon puisse s'implanter dans les conservatoires agréés par l'état, et notamment au CNSM de Paris.

### Sources
Myriam Bonnin
UNAF